# Zwölf Reden über die Beredsamkeit und deren Verfall in Deutschland

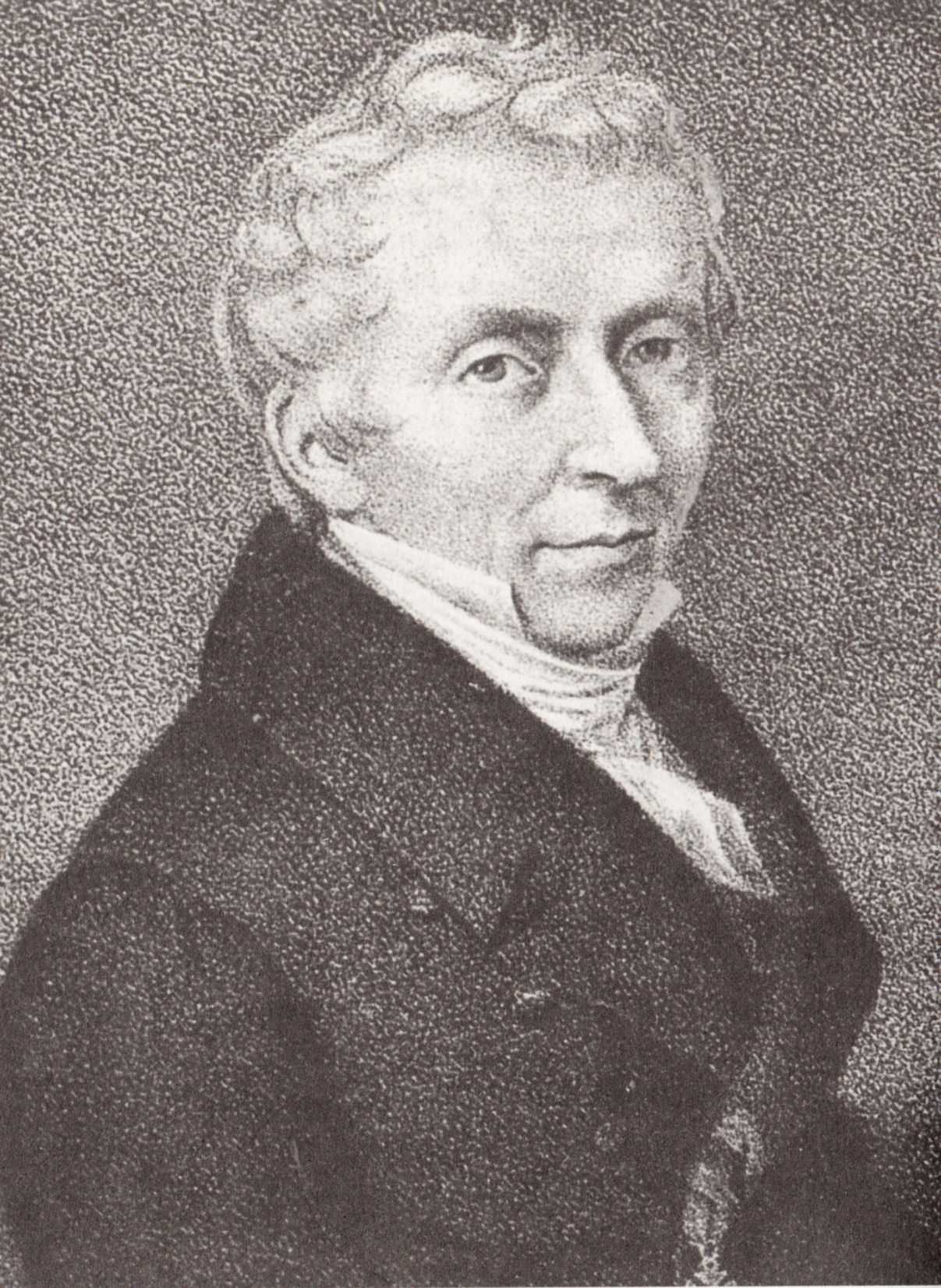
Adam Heinrich Müller (um 1810)

Die Zwölf Reden über die Beredsamkeit und deren Verfall in Deutschland sind sprachkritische Vorträge Adam Heinrich Müllers, die der Autor im Mai und Juni 1812 im k.u.k. Redoutengebäude in Wien hielt und die 1816 in Leipzig erschienen. In den rhetorisch glänzenden Reden beschäftigte sich Müller das letzte Mal mit Fragen der Ästhetik, Poesie und Sprachphilosophie. Im Gegensatz zu Frankreich und anderen europäischen Nationen gebe es Deutschland keine Tradition großer politischer Beredsamkeit.

## Inhalt

### Deutschland
Wie später etwa Hugo von Hofmannsthal und Friedrich Sieburg betrachtete Müller die deutsche und französische Sprachkultur und beklagte in seinem Vorwort das Fehlen der „lebendigen Rede“ und die Verwahrlosung der Sprache in Deutschland.
Der Literatur ermangele es an großen oratorischen Momenten.
Wenn nur geschrieben werde, wenn die „größeren Geister“ „statt der Rednerbühne einen Schreibtisch bereitet finden“, die Ideen nicht mit der „Gewalt der Stimme“ unmittelbar an „das Herz der Nation schlagen können“ und die eigene Sprache von einer fremden verdrängt werde, solle man sich nicht wundern, keine Redner zu finden.
Im Gegensatz zu anderen Ländern gebe es in Deutschland „kein Ganzes, keine Gemeinde, keine Stadt, keine Nation, die wie mit Einem Ohre den Redner anhörte.“
Die Alltagssprache verliere ihre Bindungskraft; sie zerfalle in unzählige Dialekte und Idiome und werde in je eigener Manier verunstaltet. Zwar würden Geister wie Friedrich von Schiller und Johann Wolfgang von Goethe „Strahlen dieser zerstreuten Sprache wie in einen Brennspiegel versammeln.“ Die Nation aber würde sie nicht hören, lerne man ohnehin weniger aus „dem Papier“ und der „toten Schrift“ als aus der gesprochenen Sprache.

### Wissenschaft und Literatur
Für Müller zerfällt die gesamte deutsche Literatur in zwei Teile – den größeren der Wissenschaft und den der Literatur. In wissenschaftlichen Werken würde der Redner „niemanden anreden, sondern in sich selbst hineinsprechen.“ Während man bei den Franzosen – etwa Montesquieu oder Diderot – spüre, dass der Autor einen ansprechen und überzeugen wolle, bei einer schlichten englischen Flugschrift einen konkreten Menschen vor sich habe, und antike Schriftsteller das Ohr bezaubern und zum Gespräch einladen würden, baue der deutsche Gelehrte „ein Gebäude von Chiffren, sinnreich aber einsam, unerwärmend, unerfreulich, ohne Antwort oder Erwiderung von irgendeiner Seite her!“
Auf dem Feld der Literatur zeigten sich zwar Redner, die „wirklich anreden“ und begeistern wollten. Innerlich bewegt vom Schicksal „seiner Nation“ wolle er eine Antwort „herausschlagen aus ihr, wie einen Funken, oder einen Quell, oder irgend etwas Lebendiges aus dem Felsen“.
Schiller zeige sich hier eher als Redner, denn als Dichter, der in seinen Werken so klingt wie „Deutschland selbst klingen müßte, wenn es reden könnte.“. Dieser Teil aber werde nicht „zu einer lebendigen Tradition“.
Ohne das Theater wären viele Werke niemals in angemessener Weise vorgetragen worden. So gebe es nicht nur „lebendige“ und tote, sondern auch stumme Literaturen. Die deutsche Literatur habe bis heute zu den stummen Formen gehört. Dass die Nationaldichter wieder vorgelesen und deklamiert würden, sei indes eine gute Entwicklung.
Es gebe nur ein Zeichen des Verständigen: Verständlichkeit, man verstehe nur in dem Grad, als man selbst verstanden werde.
Während man in England, Frankreich und Italien auf natürliche Weise spreche, werde in Deutschland das Sprechen auf einer Ebene mit anderen Tätigkeiten betrieben: Jene würden leben, „um zu sprechen“; die Deutschen hingegen nur sprechen, um zu leben.

### Friedrich Schiller

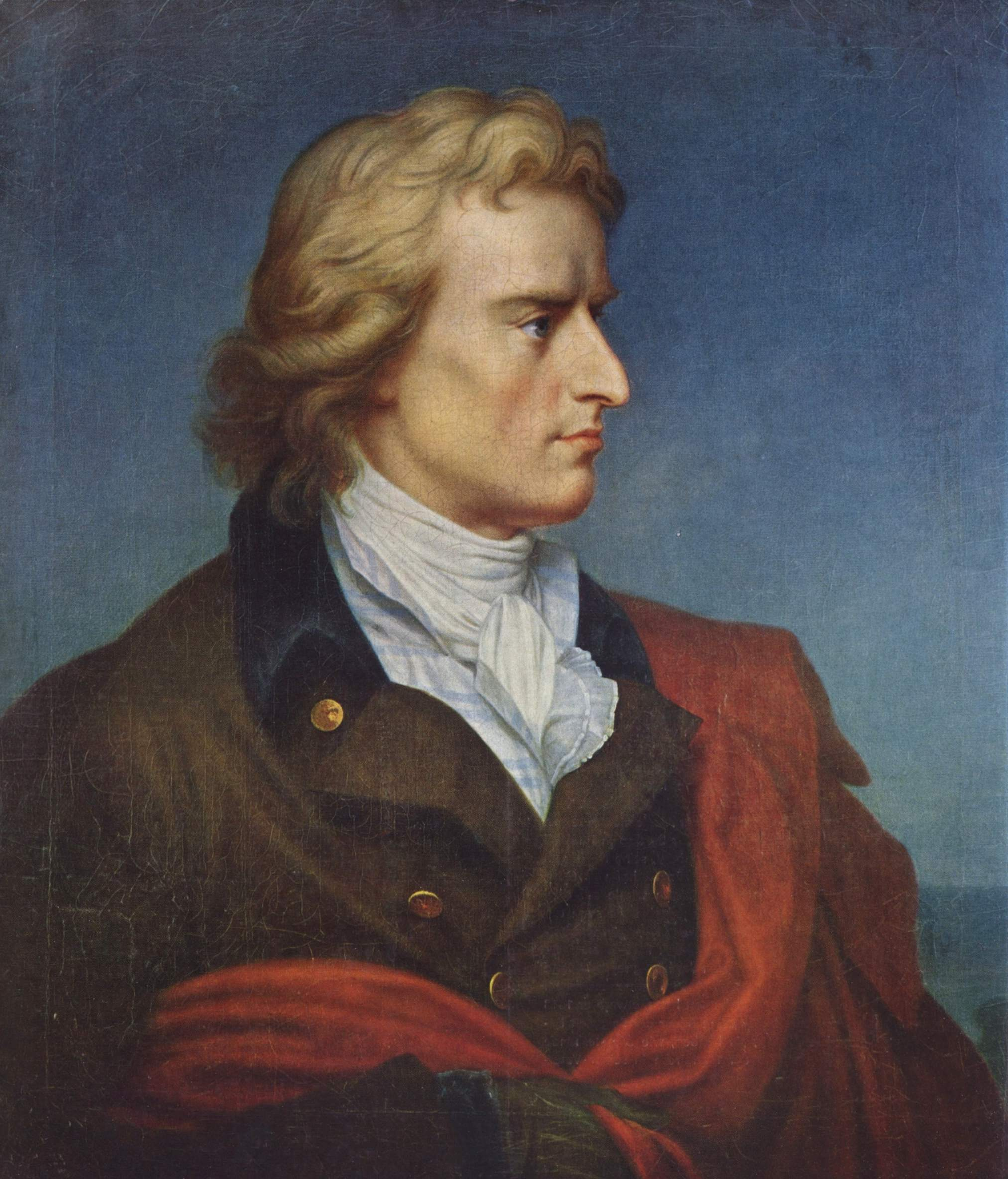
Friedrich von Schiller

Friedrich Schiller als „der größte Redner der Deutschen“, „der die dichterische Form nur wählte, weil er gehört werden wollte“, habe das Schicksal beklagt, dass die Seele dem ausgesprochen Wort immer weit voran sei. Dies sei auch das Schicksal Deutschlands, das ewig mit der Sprache ringe: Lange sei es auf sich und die „ewigen Dinge gekehrt“ und werde auf einmal gewahr, wie es „das äußere Leben, Vaterland und Gesellschaft versäumt“ habe und seine Gedanken viel weiter reichten als seine Sprache.
„Der Gesichtskreis der Deutschen“ sei größer als ihr Wirkungskreis, der Gedanke reiche weiter als die Sprache, während „der Franzose“ in einem schwebenden Verhältnis zu seiner Sprache stehe, seine Seele somit in jedem Wort Platz finde.
Die herausragende Größe Goethes widerlege nicht, dass die deutsche Literatur von einem Missverhältnis zwischen Wollen und Vermögen charakterisiert sei.

### Das Gespräch und die Kunst des Hörens
Von der Überzeugung ausgehend, dass wahre Rede nur Gespräch sei, welches Lessing, Goethe und Schiller auf die Bühne gedrängt habe, im Mund des Redner immer er und sein „Gegner“ sprächen und alle Wissenschaften mit der Idee des Gesprächs beginnen würden, leitet Müller über zu weiteren Kapiteln wie „Vom Gespräch“ und „Von der Kunst des Hörens“. Redner und Zuhörer müssten dabei „guten Geschmack“ beweisen, so ein weiteres Kapitel.
Ein „wahres Gespräch“ sei nur möglich, wenn sich zwischen zwei unterschiedliche Menschen eine „gemeinschaftliche Luft“, Glaube und Vertrauen als Basis der Gerechtigkeit befinde, was der Mensch eigentlich erfüllen sollte, „inwiefern er Mensch ist.“
Allerdings sei die Generation so zerrissen von den Ideen, dass man mehr „Lehrende als Lernende“ finde und es „wenig wahres Gespräch“ gebe.

### Republik
Um die Gemeinsamkeit des Gesprächs aufbringen und wahrhaft reden und zuhören zu können, bedürfe es eines freiheitlichen Rahmens, wie er in einer Republik möglich sei.
Die Beredsamkeit gedeihe gerade dort nicht nur deswegen, weil jeder mitreden dürfe, sondern auch früh daran gewöhnt werde, in die „freie Gesinnung, in das Ohr des Nachbarn“ einzugehen. Wer herrschen wolle, müsse viel hören, empfinden und neben sich dulden.
Im sechsten Kapitel beschrieb Müller eindringlich eine 1791 gehaltene Rede des von ihm geschätzten Edmund Burke über die Französische Revolution, die seine Freundschaft mit Charles James Fox beendete. Die Beredsamkeit habe nie „größere Wunder“ getan als in jener Nacht.

## Hintergrund
Die Vorträge wurden im Österreichischen Beobachter vom 14. Mai 1812 angekündigt. Von den „einfachsten Formen der Rede“ bis zu den „Schriften für Zeit- und Nachwelt“ sollten die Besonderheiten der Redekunst „in möglichster Klarheit“ entwickelt werden. Hierbei würden der „Charakter in der Rede, sowie der Stil der Schrift wie die Empfänglichkeit im Hören...beschrieben...und in Bezug auf das praktische Leben ...dargestellt werden.“
Sie schlossen an eine ähnliche Reihe Friedrich von Schlegels über die Geschichte der alten und neuen Literatur an, die dieser sechzehn Tage vorher im Tanzsaal eines Gasthofs gehalten hatte.
Die Reden erregten rasch Aufsehen und stachen den Auftritt Schlegels aus.
Da Müller im VI. Kapitel die Vorzüge des demokratischen Systems gegenüber den bestehenden Verhältnissen in Deutschland erwähnte, fühlte sich ein Zensur-Beamter, der Hofsekretär Armbruster, zu einem Bericht an den Fürsten Metternich veranlasst.

## Rezeption
So umstritten Müllers Werk und Charakter der Nachwelt erscheinen und so sehr man den katholischen Konvertiten und „romantischen Staatstheoretiker“ für seine persönlichen Schwächen und politischen Umtriebe kritisierte – von der „Stallfütterung der Völker nach naturphilosophischen Prinzipien“ (Heinrich Heine), vom „Beigeschmack der Charlatanerie“ (Friedrich Schlegel), vom „umgekehrten Jakobiner“ (Friedrich Hebbel) war die Rede – wurde er immer wieder als begabter Stilist und glänzender Rhetor gelobt.
Auf der anderen Seite fallen auch bei einem Stilisten wie Müller gewisse Manierismen, Komparative und Superlative auf, die bisweilen Wilhelm Tieck, Schlegel oder Franz Theremin entlehnt sind und – wie Carl Schmitt feststellte – das Bild trüben.

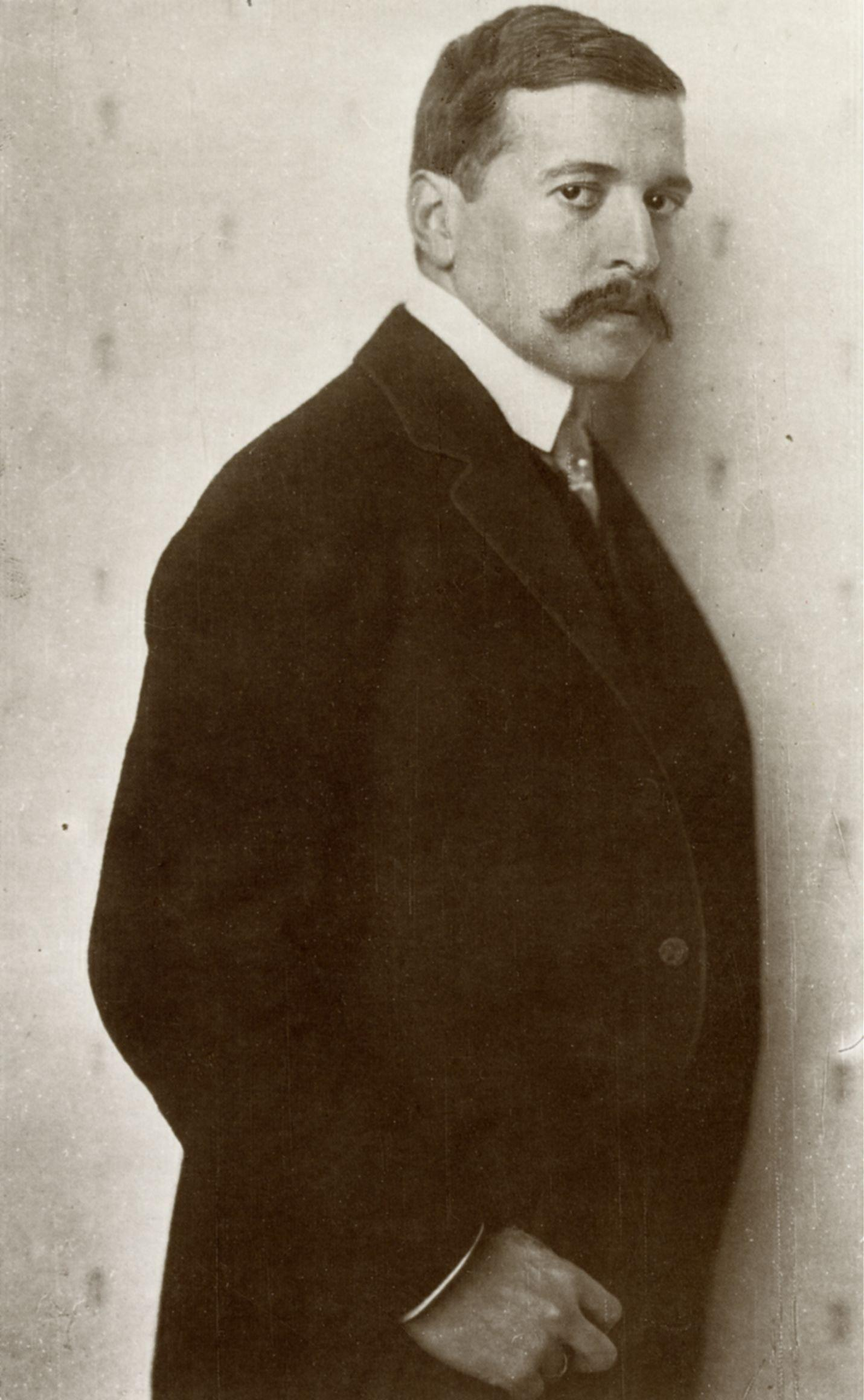
Hugo von Hofmannsthal 1910 auf einer Fotografie von Nicola Perscheid

Hugo von Hofmannsthal – konservativer Ästhet und bedeutender Stilist wie Müller – lobte die zwölf Reden anlässlich der Neuausgabe 1920 gegenüber der „überanstrengten, fachlich verengten Ausdrucksweise der heutigen Zeit.“ und nahm Teile davon in seine Textsammlung Wert und Ehre deutscher Sprache wie in sein „Deutsches Lesebuch“ auf.
Betrachte man die aktuellen Reden Deutschlands, gewahre man eine „Dürftigkeit und Steifheit, einen Mangel an Sicherheit und Würde des Ausdrucks.“
Wie Hofmannsthal immer wieder beklagte – so in seiner großen, Gedanken Müllers aufnehmenden Schrifttumsrede –, stehe man in Deutschland vor einer „abgebrochenen Tradition“, der gegenüber die anderen westeuropäischen Völker „überlegen und siegreich“ erschienen.
Von Müllers Buch, das aus einer literarisch glücklicheren Epoche stamme, gehe eine unmittelbare, politisch gewollte Wirkung aus. Lese man die schönen Reden, werde man von einer „angenehmen Befremdung“ erfüllt. So sehr sich der Verstand in eine weit zurückliegende Epoche versetzt sehe und von der „Atmosphäre Schillers ... der Brüder Humboldt“ umgeben sei, erkenne man etwas Eigenes und fühle sich über die wechselnden Moden zu Dauerhaftem getragen. Letztlich habe sich mehr die Oberfläche der geistigen Dinge, nicht aber deren Kern verändert. Im Gegensatz zu heutigen Publikationen hätten die Worte mehr Frische „Kraft und Würde“. Es wirke das Schöne, die Verbindung des Hohen, Ideellen mit dem Wirklichen. Derlei Publikationen, richtig verbreitet, sollten auf die geistigen Elemente der Nation Einfluss haben, um über die Zeitungen auf den „öffentlichen Ton“ und die Sprache der Nation zu wirken.
Der konservative Literaturkritiker und begabte Stilist Friedrich Sieburg stellte – wie Müller und Hofmannsthal – französisches und deutsches Geistesleben immer wieder vergleichend gegenüber. Wie Müller den Verfall der Beredsamkeit in Deutschland abgehandelt habe, so Sieburg in seiner Lust am Untergang, müsse man heute vom „Verfall der Literatur“ sprechen. Sie sei der Rhetorik eng verschwistert, bezögen sich beide doch auf den Menschen in der Gesellschaft. Da diese fehle, habe auch die Literatur „ihr Recht verloren.“
Für Walter Jens war Müller, „des Polizeistaats Lieblingskind“, trotz seiner charakterlichen Schwächen einer der großen Meister deutscher Beredsamkeit.
Der Tenor der protestantischen Predigt habe seinen Reden Glanz und Pathos verliehen. Müllers Diktion mit ihrer rhythmisch gegliederten, von Parallelismen und Antithesen geprägten Prosa sei von der Kanzelrhetorik geprägt. Mag er auch ein „charakterloser Politiker“ gewesen sein – sein Sprachsinn sei nicht korrumpiert, und in „Fragen des deutschen Stils“ habe er sich nicht geirrt. Dieses Werk werde bleiben.
Mit seiner Aussage, die Beredsamkeit gedeihe vor allem in Republiken, habe Müller eine Wahrheit ausgesprochen, die er sonst bekämpft habe: Dass es ein menschenwürdiges Gespräch nur dort gebe, wo republikanische Freiheit herrsche.

### Textausgaben
- Adam Müller: Zwölf Reden über die Beredsamkeit und deren Verfall in Deutschland, Bibliothek des skeptischen Denkens, Verlag J. G. Hoof, Warendorf 2003
- Adam Müller: Zwölf Reden über die Beredsamkeit und deren Verfall in Deutschland, Hrsg. Walter Jens, Insel Verlag, Frankfurt 1967 (sammlung insel 28)
- Adam Heinrich Müller Zwölf Reden über die Beredsamkeit und deren Verfall in Deutschland Gehalten zu Wien im Frühlinge 1812, Digitalisat

### Sekundärliteratur
- Michael Emmrich: Heinrich von Kleist und Adam Müller, Mythologisches Denken, Verlag Peter Lang, Frankfurt, 1990, Europäische Hochschulschriften, Reihe I, Deutsche Sprache und Kultur, ISBN 3-631-41979-1
- Björn Hambsch: Verfall der Beredsamkeit. In: Gert Ueding (Hg.): Historisches Wörterbuch der Rhetorik. Darmstadt: WBG 1992ff., Bd. 10 (2011), Sp. 1377–1393.
- Walter Jens: Reaktionäre Beredsamkeit, Adam Müller, in: Von deutscher Rede, Piper, München 1983